# Iglesia de San Juan de Muriel (Soria)
La iglesia de San Juan de Muriel era una de las 35 parroquias con las que contaba la ciudad de Soria.

## Historia
La Iglesia de San Juan de Muriel aparecía en el censo de Alfonso X elaborado en el año 1270.
Esta iglesia se situaba a la derecha de la carretera espalda de San Nicolás, en la calle Postas.
El Fuero de Soria dictaminaba que el tañido de su campana debía indicar a los trabajadores de las viñas el momento en que debían dejar su faena, salvo si fuere acabada.
Se anexionó a la Iglesia de San Nicolás junto con la antigua parroquia de San Lorenzo a principios del siglo XVI. Desapareció en el siglo XIX.

## Descripción
Era una pequeña iglesia, como casi todas las parroquias que aparecían en el censo de Alfonso X elaborado en 1270 y de estilo románico. Estaba muy cerca de la Iglesia de San Nicolás. 
Según el plano realizado por Dionisio Badiola en 1813, la iglesia poseía tres naves separadas por dos intercolumnios y ábside semicircular. Desapareció completamente en el siglo XIX.